# Distretto di Jamnagar
Il distretto di Jamnagar è un distretto del Gujarat, in India, di 1 913 685 abitanti. Il suo capoluogo è Jamnagar.